# Hettick
Hettick és una població dels Estats Units a l'estat d'Illinois. Segons el cens del 2000 tenia 182 habitants.

## Demografia
Segons el cens del 2000, Hettick tenia 182 habitants, 83 habitatges, i 55 famílies. La densitat de població era de 212,9 habitants/km².
Dels 83 habitatges en un 27,7% hi vivien nens de menys de 18 anys, en un 51,8% hi vivien parelles casades, en un 12% dones solteres, i en un 33,7% no eren unitats familiars. En el 31,3% dels habitatges hi vivien persones soles el 15,7% de les quals corresponia a persones de 65 anys o més que vivien soles. El nombre mitjà de persones vivint en cada habitatge era de 2,19 i el nombre mitjà de persones que vivien en cada família era de 2,73.
Per edats la població es repartia de la següent manera: un 22% tenia menys de 18 anys, un 9,3% entre 18 i 24, un 26,9% entre 25 i 44, un 25,3% de 45 a 60 i un 16,5% 65 anys o més.
L'edat mediana era de 36 anys. Per cada 100 dones de 18 o més anys hi havia 105,8 homes.
La renda mediana per habitatge era de 30.417 $ i la renda mediana per família de 35.313 $. Els homes tenien una renda mediana de 31.667 $ mentre que les dones 23.750 $. La renda per capita de la població era de 14.117 $. Aproximadament el 5,6% de les famílies i el 10,5% de la població estaven per davall del llindar de pobresa.

## Poblacions més properes
El següent diagrama mostra les poblacions més properes.